# Marco Aurélio Mello
Marco Aurélio Mendes de Farias Mello GOMM (Rio de Janeiro, 12 de julho de 1946) é um magistrado brasileiro. Foi ministro do Supremo Tribunal Federal (STF) de 1990 a 2021, tendo sido nomeado pelo então presidente da República Fernando Collor de Mello, seu primo. Foi, também, ministro e presidente do Tribunal Superior Eleitoral (TSE) e ministro do Tribunal Superior do Trabalho (TST).
Desde 1982 é professor do Centro de Ensino Unificado de Brasília (UNICEUB) e da Universidade de Brasília, e tem extensa listagem de obras produzidas.
Em 13 de outubro de 2020, Marco Aurélio tornou-se o decano do Supremo Tribunal Federal, em decorrência da aposentadoria do até então decano, ministro Celso de Mello.

## Formação e carreira
Marco Aurélio Mello nasceu no Rio de Janeiro, filho do advogado alagoano Plínio Afonso de Farias Mello e de Eunice Mendes. É sobrinho do falecido senador Arnon Afonso de Farias Melo, pai do ex-presidente da República Fernando Collor de Mello.
Estudou no Colégio Souza Marques e no Colégio Pedro II, ambos na cidade do Rio de Janeiro. Graduou-se, em 1973, no curso de Ciências Jurídicas e Sociais pela Faculdade Nacional de Direito da Universidade Federal do Rio de Janeiro, na qual também concluiu os créditos do curso de mestrado em Direito Privado, em 1982.
Depois de formado, foi advogado da Federação dos Agentes Autônomos do Comércio do antigo Estado da Guanabara e chefe do Departamento de Assistência Jurídica e Judiciária do Conselho Federal dos Representantes Comerciais.
Em 1975, iniciou sua trajetória profissional no serviço público, atuando no Ministério Público do Trabalho como procurador do Trabalho substituto até 1978, quando se tornou juiz togado do Tribunal Regional do Trabalho da 1ª Região por meio do quinto constitucional, em vaga destinada a membros do Ministério Público. Em 1981, nomeado pelo presidente João Figueiredo, assumiu o cargo de ministro do Tribunal Superior do Trabalho (TST) e atuou como corregedor-geral da Justiça do Trabalho de 1988 a 1990.

## Tribunal Superior Eleitoral
Teve várias passagens como ministro do Tribunal Superior Eleitoral, presidindo-o nos períodos de 13 de junho de 1996 a 1º de junho de 1997, 4 de maio de 2006 a 6 de maio 2008 e 19 de novembro de 2013 a 13 de maio de 2014. Como presidente do tribunal, participou do processo de informatização das eleições brasileiras.

## Supremo Tribunal Federal

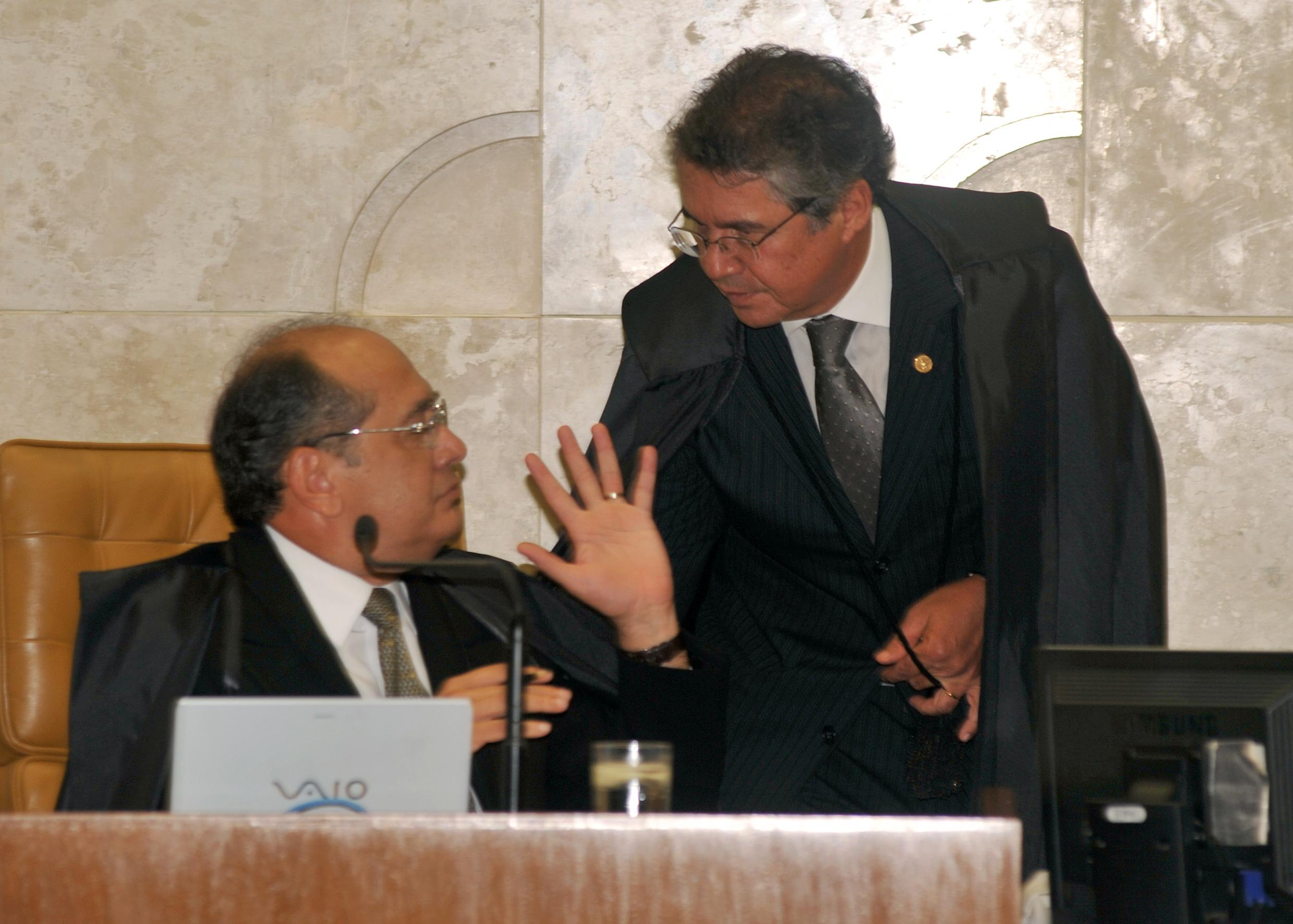
O presidente do STF, Gilmar Mendes, e o ministro Marco Aurélio de Mello, durante o julgamento da legalidade da demarcação contínua da Terra Indígena Raposa Serra do Sol, em Roraima, 2009.

Em maio de 1990, Marco Aurélio Mello foi nomeado pelo presidente Fernando Collor de Mello, seu primo, para o cargo de ministro do Supremo Tribunal Federal, em vaga decorrente da aposentadoria do ministro Carlos Alberto Madeira. A indicação foi aprovada no dia 22 de maio pelo Senado Federal com 50 votos favoráveis e 3 contrários, e Marco Aurélio tomou posse em 13 de junho de 1990. No ano seguinte, Marco Aurélio foi admitido por Collor à Ordem do Mérito Militar no grau de Grande-Oficial especial.
Em 13 de outubro de 2020, Marco Aurélio tornou-se o decano do Supremo Tribunal Federal, em decorrência da aposentadoria do até então decano, ministro Celso de Mello.
Aposentou-se em 12 de julho de 2021, ao atingir a idade limite do serviço público, de setenta e cinco anos.

### Decisões polêmicas

#### Habeas corpus

##### Salvatore Alberto Cacciola
Em julho de 2000 concedeu habeas corpus a Salvatore Alberto Cacciola, proprietário do falido Banco Marka e supostamente responsável por um prejuízo estimado em 1,5 bilhão de reais aos cofres públicos. Cacciola viajou para a Itália logo em seguida e lá viveu foragido até setembro de 2007 quando foi preso em Mônaco (em abril de 2005, a Justiça Federal do Rio de Janeiro condenou Cacciola a treze anos de prisão por peculato e gestão fraudulenta). Comentando este episódio sobre a nova prisão de Cacciola, Marco Aurélio de Mello disse que repetiria a concessão de habeas corpus.

##### Suzane von Richthofen
Em outra atitude considerada polêmica, Marco Aurélio de Mello foi o único ministro a votar a favor de conceder ordem de habeas corpus a Suzane Louise von Richthofen, jovem de classe média-alta paulista que foi julgada e considerada culpada pelas mortes dos próprios pais.

##### Outros habeas corpus
Em 2007 quando foi responsável por conceder dois habeas corpus a Antônio Petrus Kalil – o "Turcão" – acusado de explorar caça-níqueis. O mesmo havia sido preso pela Polícia Federal por duas vezes. Turcão foi preso pela terceira vez em 29 de novembro de 2007 pelo mesmo delito. E em dezembro de 2008 foi o único ministro a não receber as denúncias para a investigação criminal do seus conterrâneos envolvidos nos esquema de corrupção da chamada máfia dos caça-níqueis. Segundo ele não há evidência alguma que justifique a investigação. O STF aceitou a denúncia do MP e investigou os membros do judiciário que estão envolvidos no escândalo. O então ministro do STJ Paulo Medina foi afastado de suas funções públicas, sendo posteriormente denunciado pela Procuradoria-Geral da República no Supremo Tribunal Federal.
Em outubro de 2012, concedeu habeas corpus para Luiz André Ferreira da Silva, o Deco, vereador do município do Rio de Janeiro, considerando um dos mais perigosos milicianos da Zona Oeste do Rio. Deco responde por formação de quadrilha, extorsões e homicídios e esteve ativamente envolvido em planos para o assassinato do deputado estadual Marcelo Freixo (PSOL) e da chefe da Polícia Civil, Martha Rocha.
Em fevereiro de 2017, concedeu habeas corpus ao goleiro Bruno Fernandes de Souza, preso e condenado 22 anos e 3 meses de prisão pelo crime de homicídio. A decisão de Marco Aurélio Mello se baseou pelo fato de Bruno não ter sido condenado em segunda instância, por ser primário e por bons antecedentes. A decisão do ministro chocou o próprio Bruno que não contava com a decisão de coloca-lo em liberdade.
Em setembro de 2019, concedeu habeas corpus a Odemir dos Santos, conhecido como Branco, um dos integrantes da facção criminosa PCC (Primeiro Comando da Capital), preso por lavagem de dinheiro e tráfico de drogas, alegando que o criminoso foi preso "sem culpa formada".
Em outubro de 2019, concedeu habeas corpus a Moacir Levi Correia, conhecido pela alcunha de 'Bi da Baixada', responsável pela expansão do PCC no Estado de Santa Catarina, condenado por homicídio e associação criminosa. Segundo o Ministro, "o paciente estava preso sem culpa formada, violando o princípio da não culpabilidade".

#### Prisão de Natan Donadon
Em junho de 2013, foi o único ministro do STF a votar contra a prisão do deputado federal Natan Donadon (PMDB-RO), no caso em que pela primeira vez o STF mandou prender um deputado condenado desde a Constituição de 1988.

#### Afastamento de Renan Calheiros da presidência do Senado
Em 5 de dezembro de 2016, deferiu liminar pleiteada pelo partido Rede Sustentabilidade, para afastar do cargo de Presidente do Senado Federal, o senador Renan Calheiros. No entanto, o senador, em descumprimento à decisão, se negou a sair do cargo e não recebeu à notificação do Oficial de justiça do Supremo Tribunal Federal alegando que a notificação seja feita de forma pública.

### Caso Francenildo Costa
Em 27 de agosto de 2009, Marco Aurélio entendeu pelo recebimento da denúncia contra Antonio Palocci, ex-ministro da Fazenda do Governo Lula e então acusado de ser responsável pela quebra do sigilo bancário do então caseiro Francenildo Santos Costa.
O ministro Marco Aurélio votou de forma incisiva e prolongada. Foi o mais longo dos votos. Afirmou que os requisitos para o recebimento da denúncia contra o ex-ministro da Fazenda, Antônio Palocci, eram mais do que suficientes no processo. Assim disse Marco Aurélio em sua fala: "Os indícios são mais do que suficientes a ter-se a sequência da ação penal...Não tenho como não proceder à imputação quanto ao deputado Antonio Palocci, mas proceder quanto a Jorge Mattoso", disse o ministro. "Vislumbro aqui uma estratégia. Posso imaginar que se sustentará que aquele que levantou os dados simplesmente cumpriu o dever. Espero que esse cumprimento do dever não frutifique".
Votaram na mesma posição de Marco Aurélio os ministros Cármen Lúcia, Celso de Mello e Ayres Britto, que também entenderam que havia indícios suficientes para abertura de ação penal contra o ex-ministro da Fazenda Antônio Palloci e o ex-presidente da Caixa Econômica Federal, mas foram votos vencidos. Votaram contra o recebimento da denúncia, entendendo que os indícios contra Palloci não eram suficientes a ministra Ellen Gracie e os ministros Cezar Peluso, Eros Grau, Ricardo Lewandowski e Gilmar Mendes, então Presidente do STF. Assim, a denúncia foi recebida apenas para processar e julgar o ex-presidente da Caixa Econômica Federal (CEF) à época dos fatos, Jorge Mattoso. Com relação a Palloci, o inquérito policial foi arquivado, e portanto foi absolvido.

### Soltura de presos com condenação em 2ª instância
Em 19 de Dezembro de 2018, Marco Aurélio deferiu pedido apresentado pelo PCdoB, determinando a soltura de todos os presos detidos por decisão da 2ª instância. A liberação dos presos não é imediata, é necessário que os advogados recorram aos juízes solicitando a efetivação da soltura em função da determinação do ministro. A decisão é justificada pelo ministro a partir do artigo 283 do Código de Processo Penal, que define que as prisões só podem ser efetivamente realizadas após o chamado trânsito em julgado, quando não cabem mais recursos.

### Soltura do traficante André do Rap
Em 2020, Marco Aurélio Mello mandou soltar o traficante André do Rap, apontado como chefe do grupo criminoso PCC. A decisão foi revertida horas depois pelo presidente do STF, mas a essa altura o traficante já estava foragido da polícia, após deixar a prisão pela decisão de Marco Aurélio. A determinação levantou um amplo debate na comunidade jurídica, uma vez que estava amparada em uma regra expressa do Código de Processo Penal, segundo a qual "Decretada a prisão preventiva, deverá o órgão emissor da decisão revisar a necessidade de sua manutenção a cada 90 (noventa) dias, mediante decisão fundamentada, de ofício, sob pena de tornar a prisão ilegal".

## Posicionamentos no STF e TSE

### Favoráveis

#### Diploma para jornalismo
Em 17 de junho de 2009, foi o único ministro a votar pela obrigatoriedade de diploma para o exercício do Jornalismo no país, extinta após 40 anos. Marco Aurélio teve o voto vencido. “E agora chegamos à conclusão de que passaremos a ter jornalistas de gradações diversas. Jornalistas com diploma de curso superior e jornalistas que terão, de regra, o nível médio e quem sabe até o nível apenas fundamental”, ponderou.

#### Operação da PF no Senado
Em julho de 2015, o ministro do STF Marco Aurélio Mello, defendeu que a Polícia Federal (PF) possa cumprir mandados de busca e apreensão em apartamentos funcionais do Senado. Na terça-feira, o então presidente do Senado, Renan Calheiros, e outros parlamentares questionaram a ação da PF no apartamento funcional do senador Fernando Collor, sob mandado do STF. Argumentaram que a Polícia Legislativa tinha que ter atuado. Mesmo sendo primo do senador, que é investigado na Operação Lava Jato, o ministro Marco Aurélio apoiou a PF.

#### Poder do Senado para impeachment
Em 17 de dezembro de 2015, Marco Aurélio Mello seguiu o voto da maioria dos ministros que votou favoravelmente a que o Senado tenha o poder de arquivar uma eventual abertura do processo de impeachment pela Câmara dos Deputados.

#### Afastamento de Renan Calheiros
Em 5 de dezembro de 2016, Marco Aurélio acatou a liminar do partido Rede Sustentabilidade (REDE) que pedia o afastamento de Renan Calheiros na presidência do Senado Federal do Brasil, após o senador ter se tornado em 1º de dezembro de 2016 réu no STF por peculato, e baseado na decisão do Supremo anteriormente, de que réu não pode estar na sucessão da Presidência da República.

### Contrários

#### Lei da Anistia
Em julgamento realizado em 28 e 29 de abril de 2010 votou contra a ação da Ordem dos Advogados do Brasil (OAB) que visava a impedir que a lei da Anistia mantivesse os agentes públicos do regime militar abraçados por aquela lei. Anteriormente já havia dito que "31/03/1964 foi um mal necessário, tendo em conta o que se avizinhava".

#### Ficha Limpa para eleições de 2010
Em junho de 2010 Marco Aurélio Mello foi um dos quatro ministros que votaram contra a constitucionalidade da aplicação da Lei Ficha Limpa para as eleições daquele ano. O ministro Marco Aurélio considerou constitucional a lei e a aplicação dela a partir de 2012.
Em 16 de dezembro de 2010, Marco Aurélio Mello, como ministro do Tribunal Superior Eleitoral (TSE), decidiu que o deputado federal Paulo Maluf (PP-SP) deveria ser empossado no cargo de deputado federal, pelo fato do Tribunal de Justiça de São Paulo ter anulado uma condenação que existia contra Maluf.

#### Limitar poder do MP
Em janeiro de 2014, o ministro Marco Aurélio Mello defendeu que o plenário do TSE reavalie a resolução, decidida em dezembro de 2013 que impede o Ministério Público de abrir inquéritos durante as eleições. Em nota, Marco Aurélio disse acreditar na “evolução da decisão” tomada pelo plenário do TSE e afirmou que a tentativa de tolher a ação do Ministério Público “conflita com o Código de Processo Penal e, portanto, não pode prevalecer”. Diz a nota: “O Código de Processo Penal prevê que o inquérito pode ser instaurado de ofício, pela Polícia Federal, por requerimento de órgão judiciário, ou pelo Ministério Público”.

#### Embargos infringentes no mensalão
Em setembro de 2013, o ministro Marco Aurélio Mello votou contra a possibilidade de o STF analisar os chamados embargos infringentes, recursos que dão direito a um novo julgamento para 11 dos 25 condenados no processo do mensalão. Ele seguiu, dessa forma, o entendimento dos ministros Gilmar Mendes, Cármen Lúcia, Joaquim Barbosa e Luiz Fux. Foi voto vencido, tendo o ministro Celso de Mello desempatado a votação.

#### Prisão em segunda instância
Em 5 de outubro de 2016, o STF decidiu sobre a possibilidade de prisão em segunda instância. O ministro Marco Aurélio Mello foi o relator do processo e votou contrário, seguido dos votos dos ministros Rosa Weber, Dias Toffoli, Ricardo Lewandowski e Celso de Mello que votaram contra a possibilidade de prisão antes que se esgotarem todas as possibilidades de recursos. Os votos dos ministros foram vencidos, sendo finalizado a votação por 6 votos a 5, mantendo o entendimento definido pela própria Corte em fevereiro que permitiu a possibilidade de prisão após uma condenação por colegiado de segunda instância.

## Vida pessoal
Marco Aurélio é casado com Sandra De Santis, desembargadora do Tribunal de Justiça do Distrito Federal e dos Territórios.
Em 7 de dezembro de 2009, foi agraciado com a Grã-Cruz da Ordem do Ipiranga pelo Governo do estado de São Paulo, na pessoa do então governador José Serra.
Na eleição presidencial do Brasil em 2022, declarou seu voto a Jair Bolsonaro (PL)

## Controvérsias
Quando foi indicado pelo seu primo, Fernando Collor de Mello, a oposição e muitos advogados acusaram o presidente de nepotismo. Em março de 2014, Marco Aurélio Mello teve uma de suas filhas, a advogada Letícia de Santis Mendes de Farias Mello, então com 37 anos, nomeada pela presidente Dilma Rousseff pelo quinto constitucional da OAB para o cargo de desembargadora do Tribunal Regional Federal da 2ª Região (TRF-2ªR), sediado no Rio de Janeiro, apesar de ela ter sido considerada nova e inexperiente para assumir o cargo. Pessoas do meio jurídico insinuam que ela só foi escolhida por ser filha do ministro do STF.